# Anna Matisson
Anna Matisson (russe : Анна Матисон), née le 8 juillet 1983 à Moscou, est une réalisatrice, scénariste et dramaturge russe.
Elle est mariée au réalisateur Sergueï Bezroukov.

## Filmographie

### Réalisatrice
- 2010 : Réparation (Сатисфакция)
- 2015 : Prokofiev : En route (Прокофьев: Во время пути) (documentaire)
- 2016 : Après toi (После тебя)
- 2018 : Le Domaine (Заповедник)
- 2018 : Pouchkine. Whisky. Rock 'n' roll. (Espace protégé) (Пушкин. Виски. Рок-н-ролл. (Заповедник))
- 2021 : Les Papas (Папы)
- 2024 : Plevako (Плевако)